# Прибитки
Приби́тки — село в Україні, у Словечанській сільській громаді Коростенського району Житомирської області. Населення становить 610 осіб.

## Географія
Село розташовано на Словечансько-Овруцькому кряжі.
В центрі села знаходиться Прибитківське водосховище.
На околиці села річка Прибитки впадає у Норинь.

## Історія
У 1923—59 роках — адміністративний центр Прибитківської сільської ради Словечанського району.
У жовтні 1943 року окупанти спалили 50 дворів села Прибитки, загинуло 17 селян.